# Jordan (Minnesota)
Jordan è una città degli Stati Uniti d'America, situata in Minnesota, nella Contea di Scott.